# 運転台撤去車

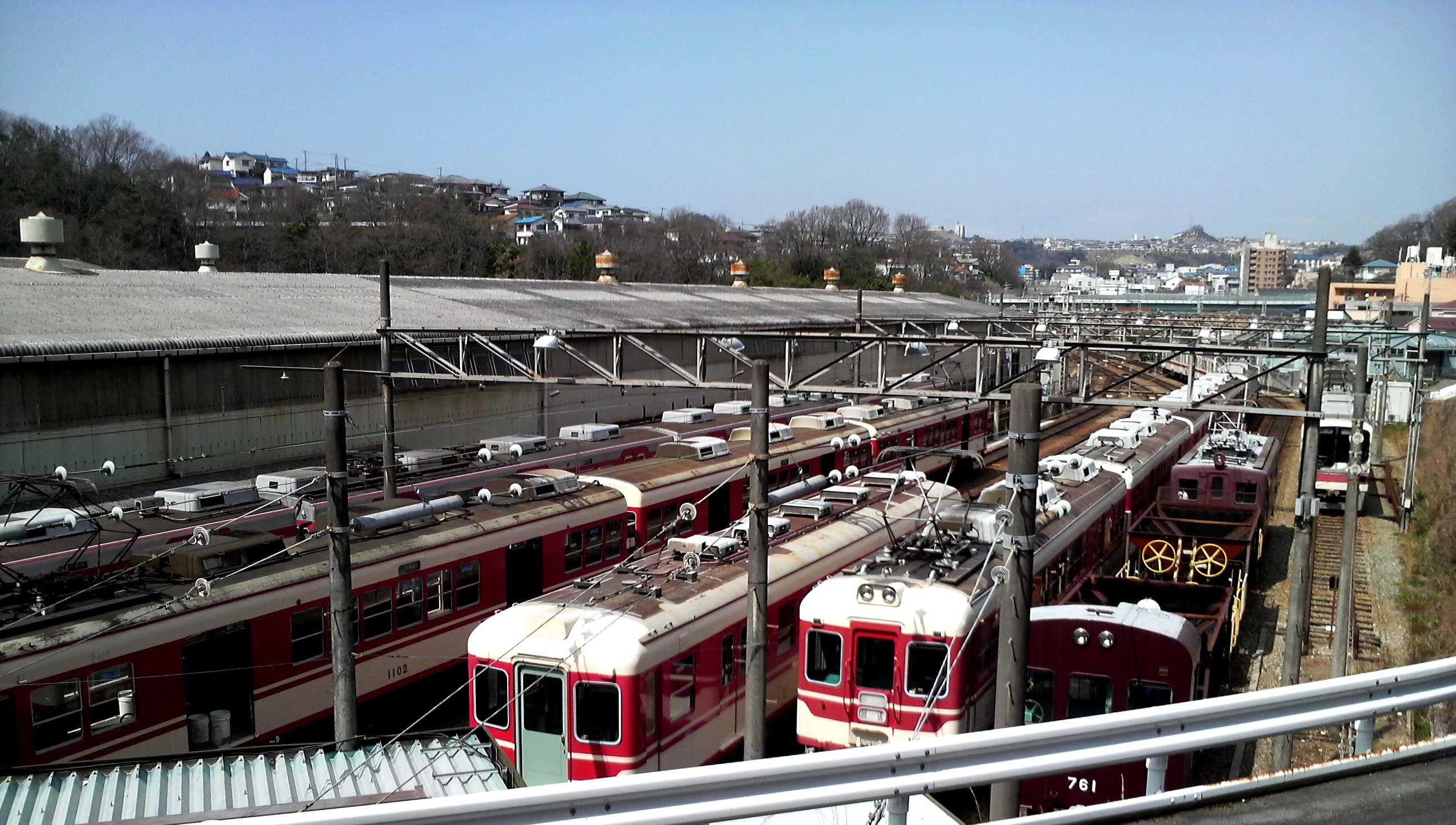
神戸電鉄鈴蘭台車両基地。神鉄1000系列の先頭車と運転台撤去車が並んでおり、撤去後の違いがよくわかる。

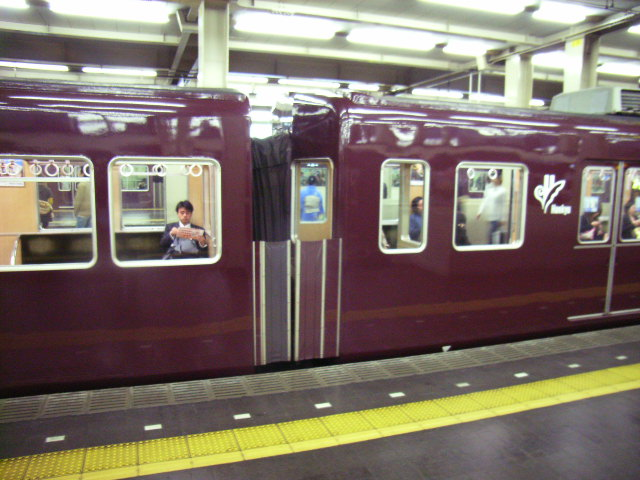
阪急3300系電車。左は製造時から中間車、右は運転台撤去車。

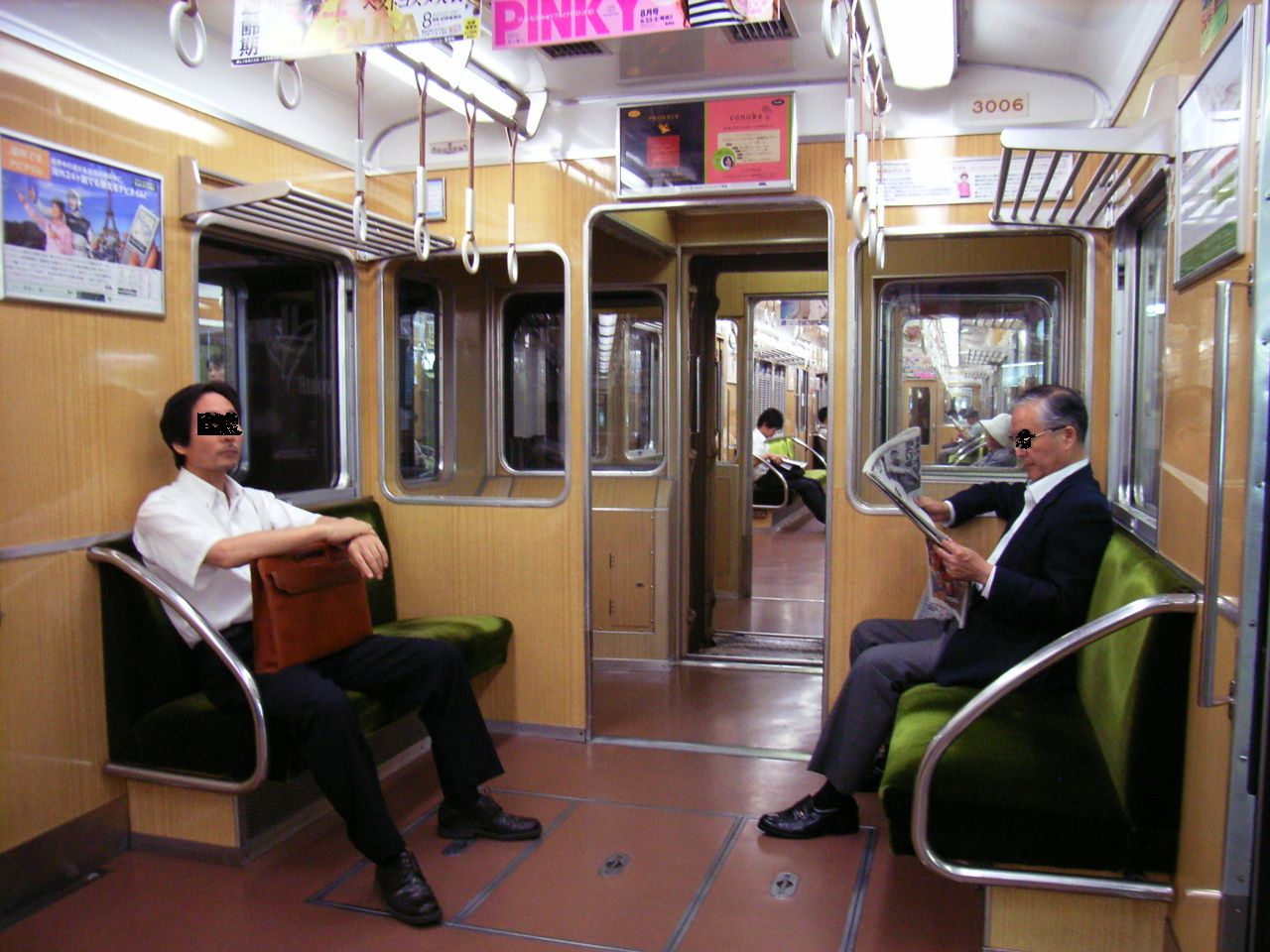
阪急3000系電車の運転台撤去車を車内から見る。仕切りの向こう側に簡易運転台を収めた箱が見える。

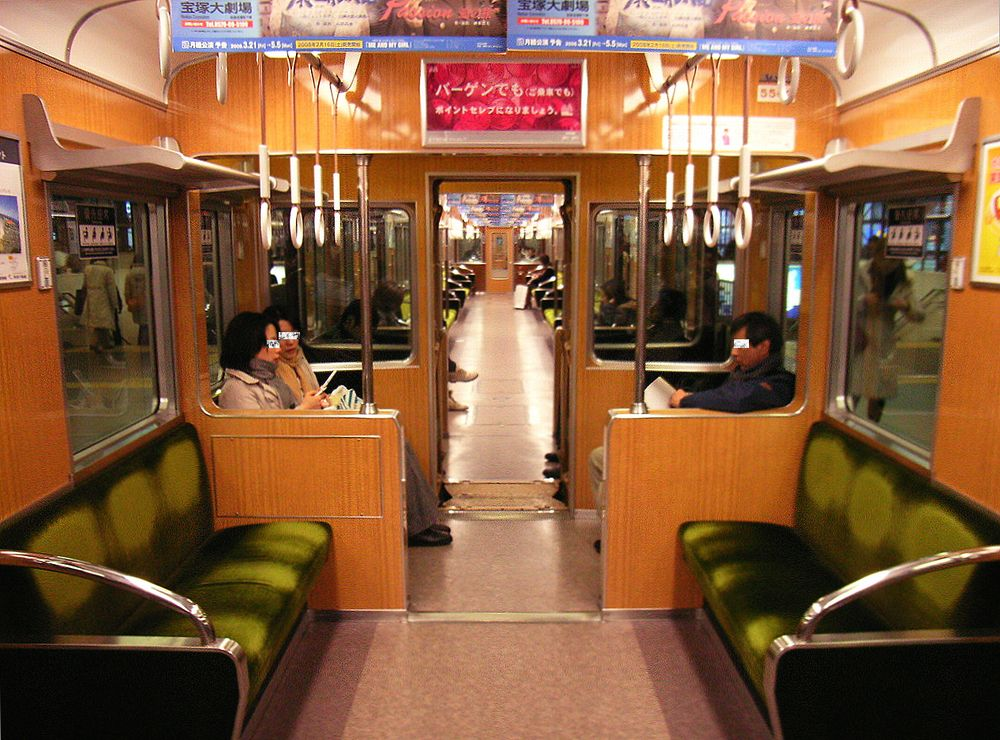
阪急5000系電車の運転台撤去車。運転台跡に座席が設置されている。

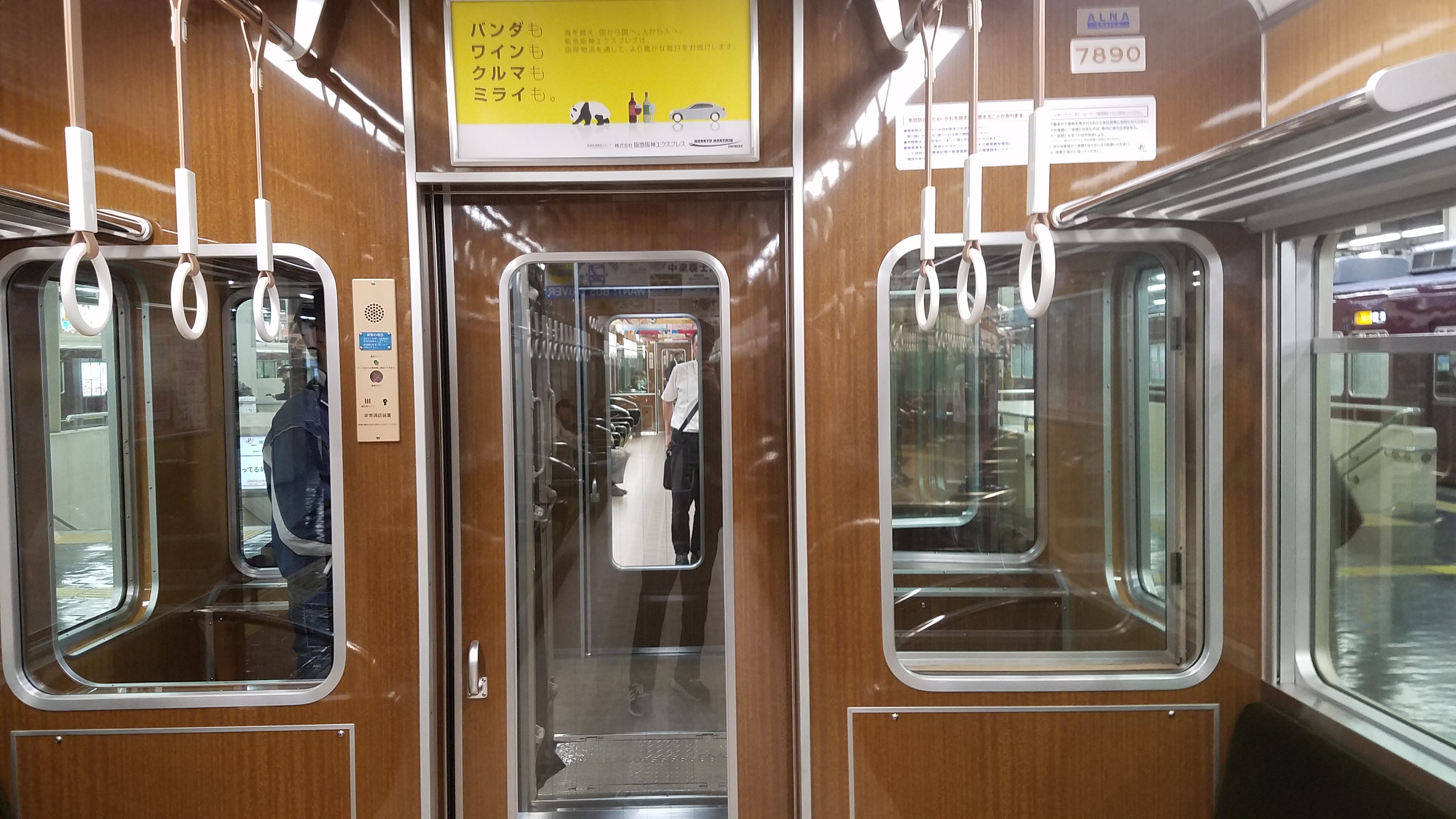
阪急7300系電車の運転台撤去車。運転台跡に座席が設置されていないが、近年の更新車なので扉が設置されている。

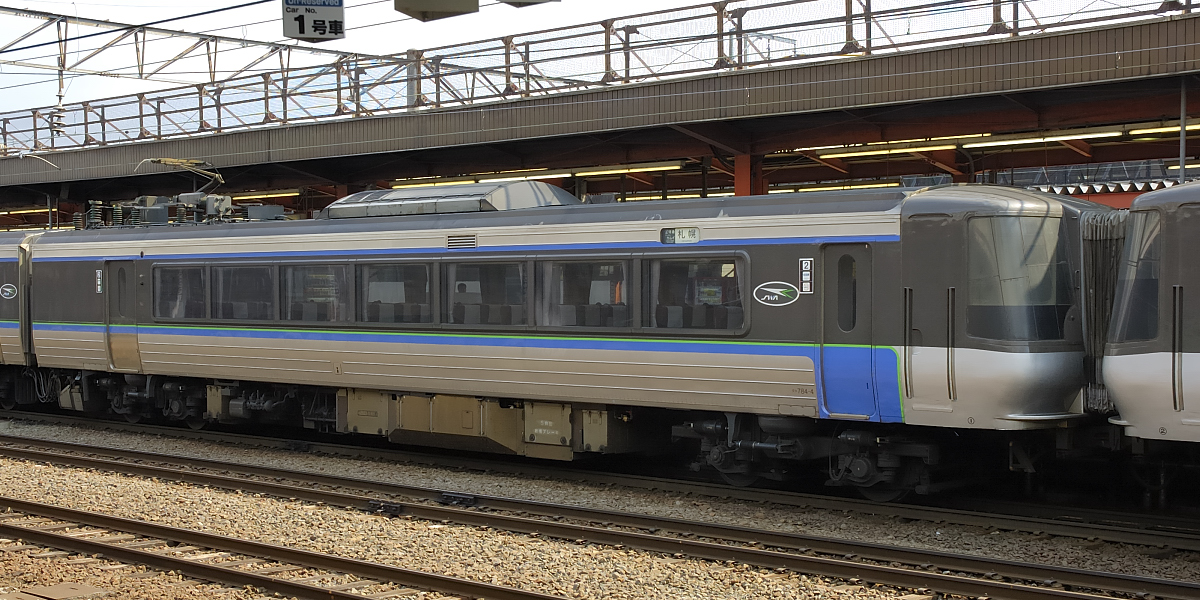
JR北海道785系電車のクハ784形で、料金制特急車では珍しい運転台撤去車。類例には近鉄680系、10000系、11400系などが存在する。

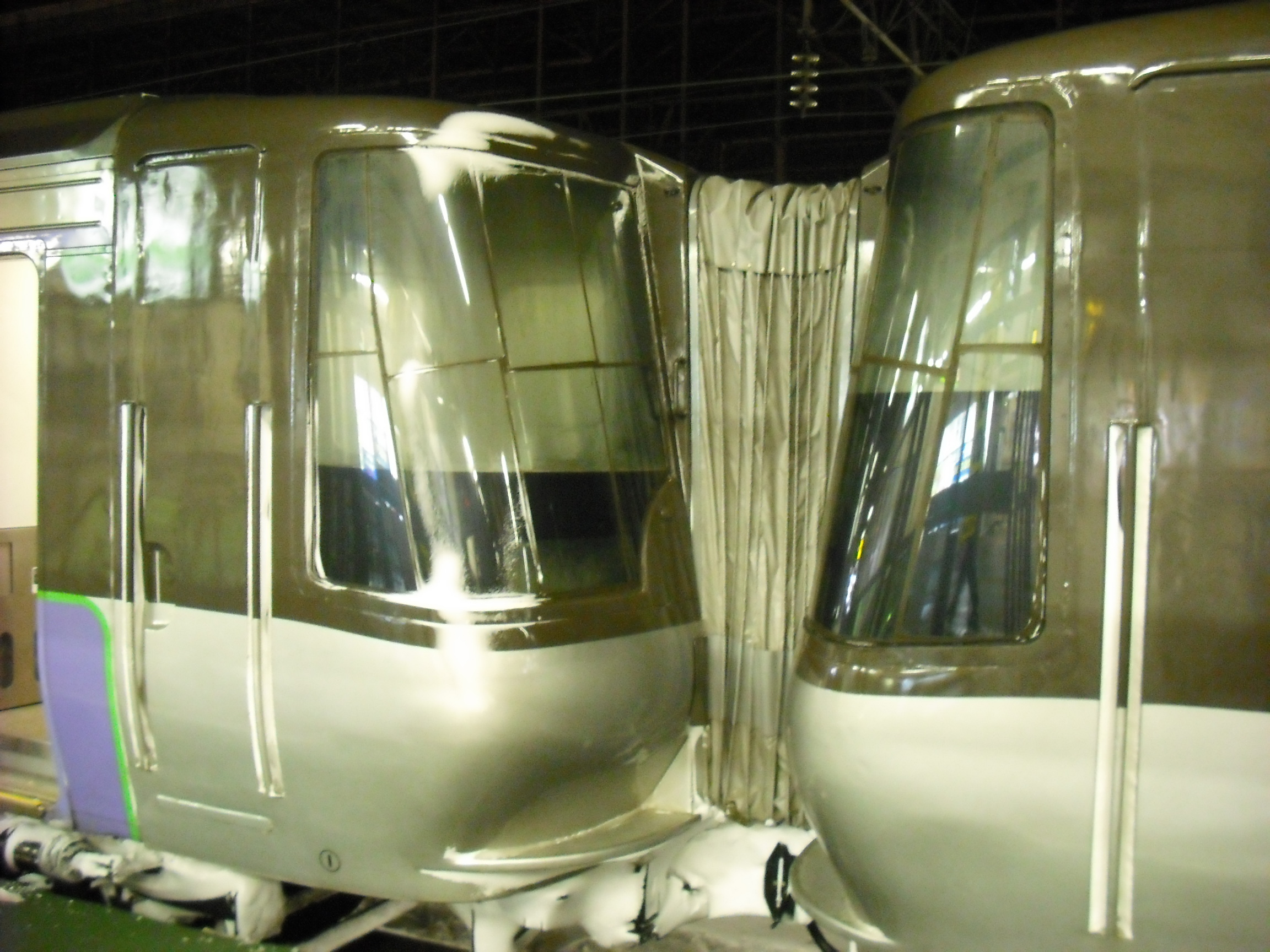
JR北海道785系電車中間車化改造車、運転台の撤去・乗務員出入り口は封鎖され、かつガラスにはフイルム等の加工が確認出来る

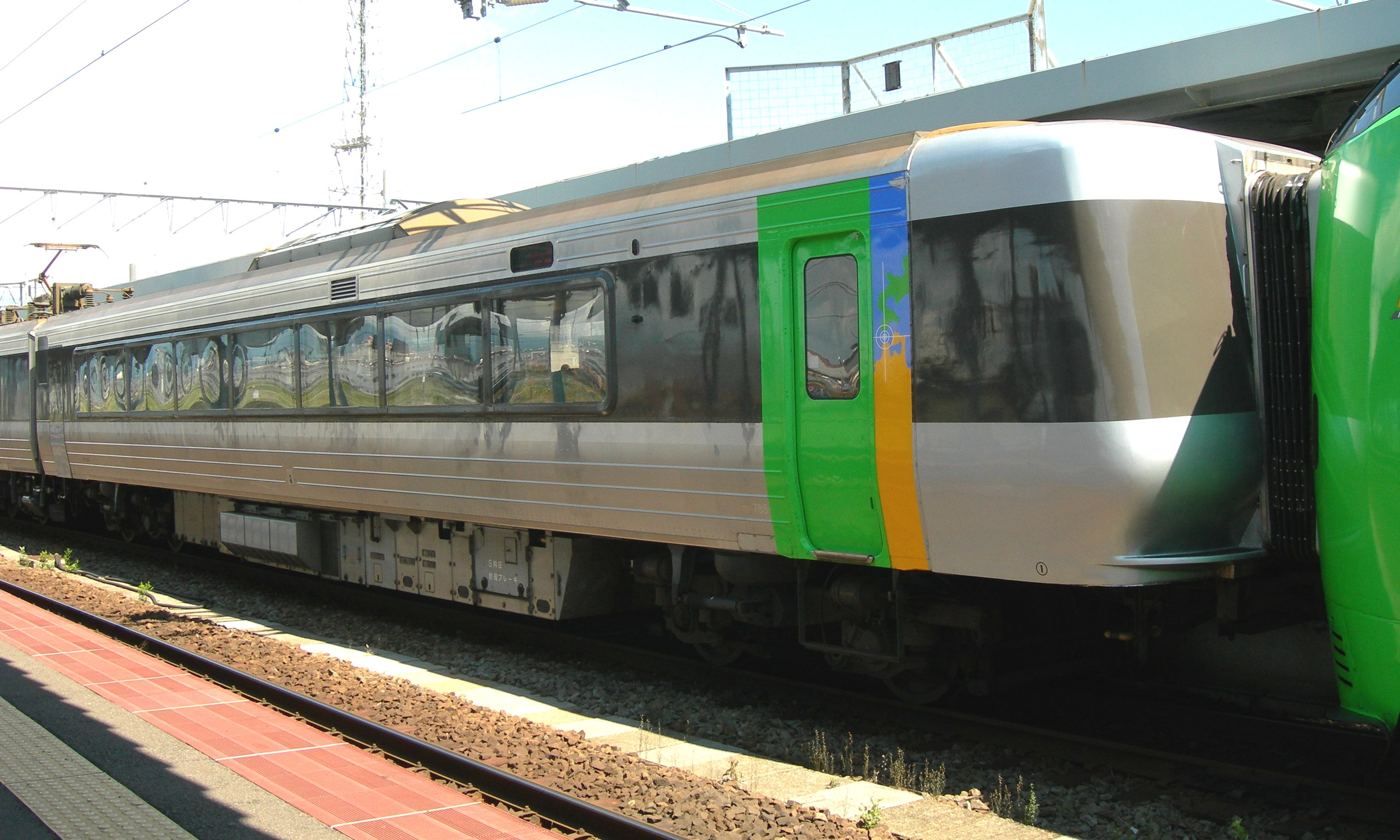
増結用に運転台の撤去・完全に閉鎖処置されたモハ785-303

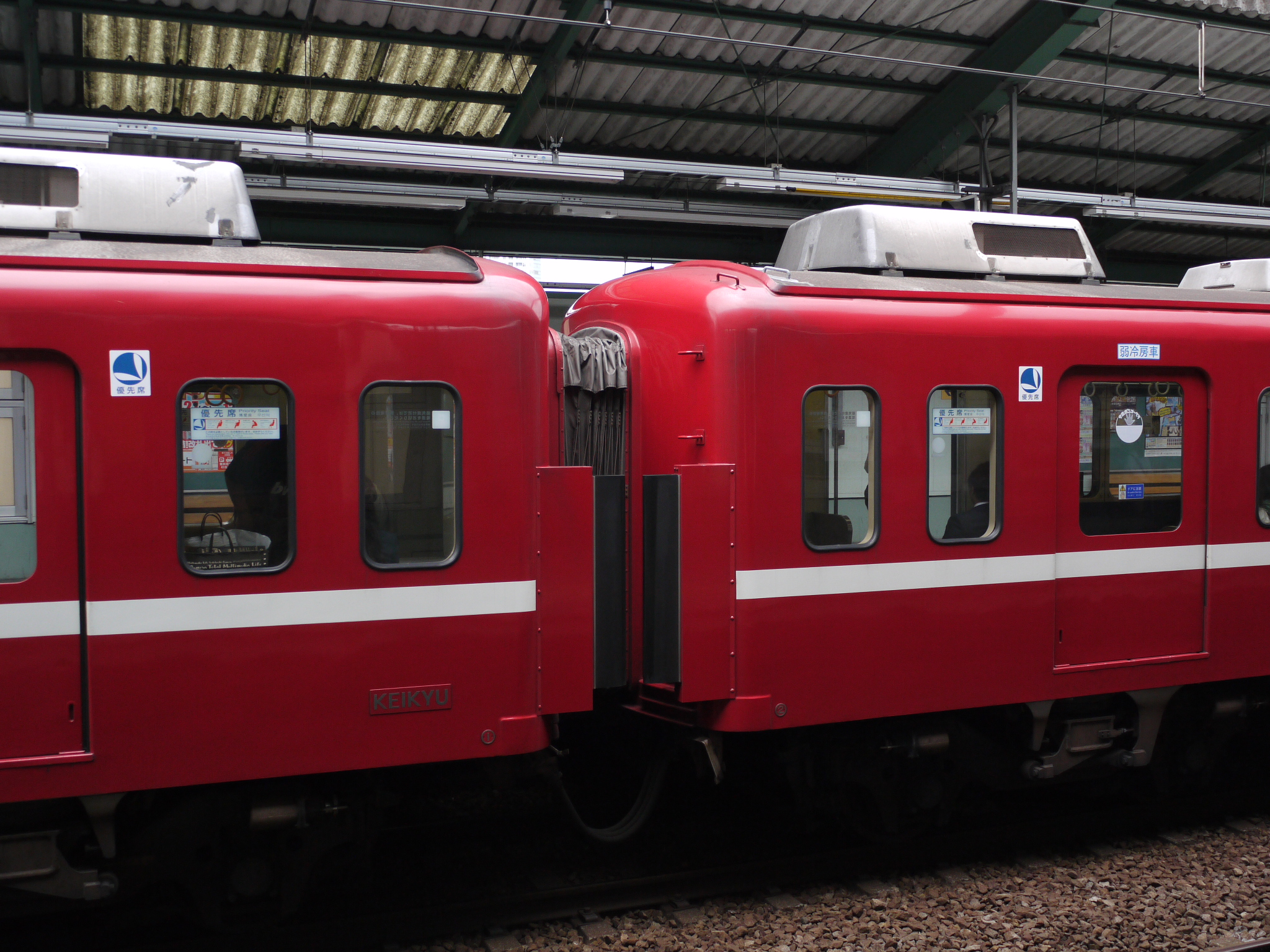
京急800形中間車化改造車の連結部

運転台撤去車（うんてんだいてっきょしゃ）とは、必要がなくなった運転台（乗務員室）を撤去した鉄道車両である。

## 概要
気動車より電車、日本国有鉄道（国鉄）・JRより私鉄、関東私鉄より関西私鉄、ローカル線より大都市近郊路線、郊外輸送形鉄道よりインターアーバン（都市間連絡鉄道）、クロスシート車などの特急形車両よりロングシート車などの通勤形車両、新しい車両より古い車両に比較的多く見られる。これはかつて今ほど編成の固定化が行われていなかった時代、製造されるほとんどの車両が先頭車で、中間車は（鉄道事業者や路線によっては）少数しか製造されなかったが、大都市圏の路線において編成両数が年々長大化・固定化し、先頭車の必要数が製造当初より少なくなったことが理由である。このため製造年次が新しくなるにつれ長編成化が進み、当初から中間車を多めに考慮しているので、以前と比べ運転台撤去車は減少傾向にある。
先頭車を中間に組み込む時の対応としては、「毎日運用のたびに異なる編成同士の増解結を行う」事業者と、「一度編成替えをすると先頭車が閉じ込められたまま当分出てこない」事業者に大別され、後者は運転台撤去車の発生する確率が高い。特に阪急電鉄や京阪電気鉄道は代表例であり、1960年代までに製造された形式の大半に運転台撤去車が存在し、車両史を語る上で欠かせなくなっている。
また新車を増備する際に制御電動車（運転台もモーターもある車両）を中心に製造し、前世代の車両は古くなるとモーターや運転台を撤去して付随中間車となる手法も存在し、東京メトロ銀座線（当時は帝都高速度交通営団）や京王井の頭線の旧性能車両では、比較的後世までこの手法が見られた。
乗務員室を使って業務を行う乗務員（運転士・車掌）にはあまり関係ない存在だが、撤去工事など車両のメンテナンスを行う車両部にとっては、乗務員より気にすべき部分の一つである。

## 運転台撤去車にまつわる各種工事

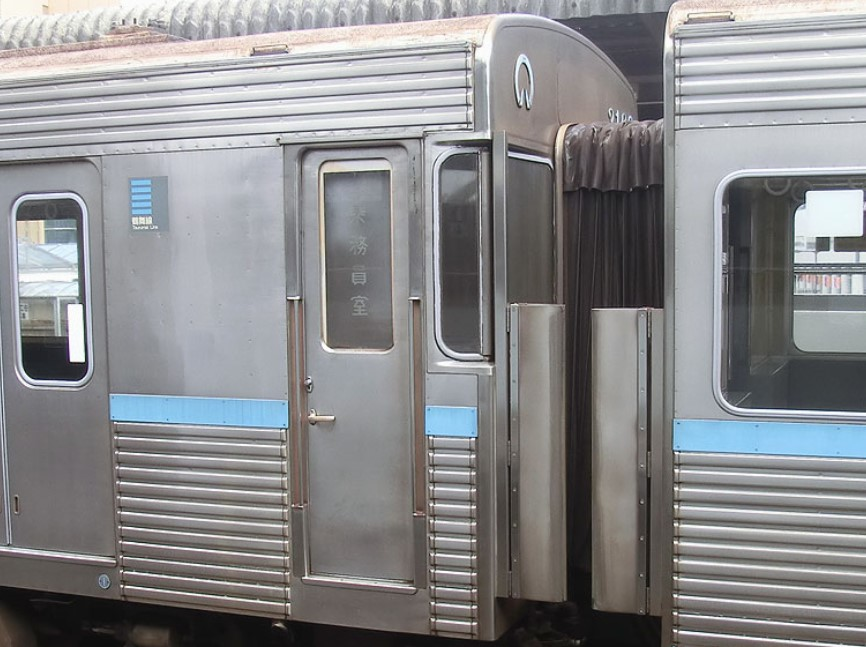
名古屋市交通局3000形運転台撤去車。当初は前照灯などが残されていたが、2003～2004年の転落防止幌の設置と同時に撤去された。

運転台の撤去基準やその方法は、国土交通省や車両メーカーが規定しているものでなく、各鉄道事業者が自由に行う工事のため（小田急1000形電車ワイドドア編成などのように、車両メーカーの手によって施工されるケースも存在する）、さまざまな形態や種類が存在する。ここでは比較的よく見られるパターンを以下に挙げる。各形式の詳細については、形式別のリンクから各説明を参照。

### 前照灯・標識灯の撤去

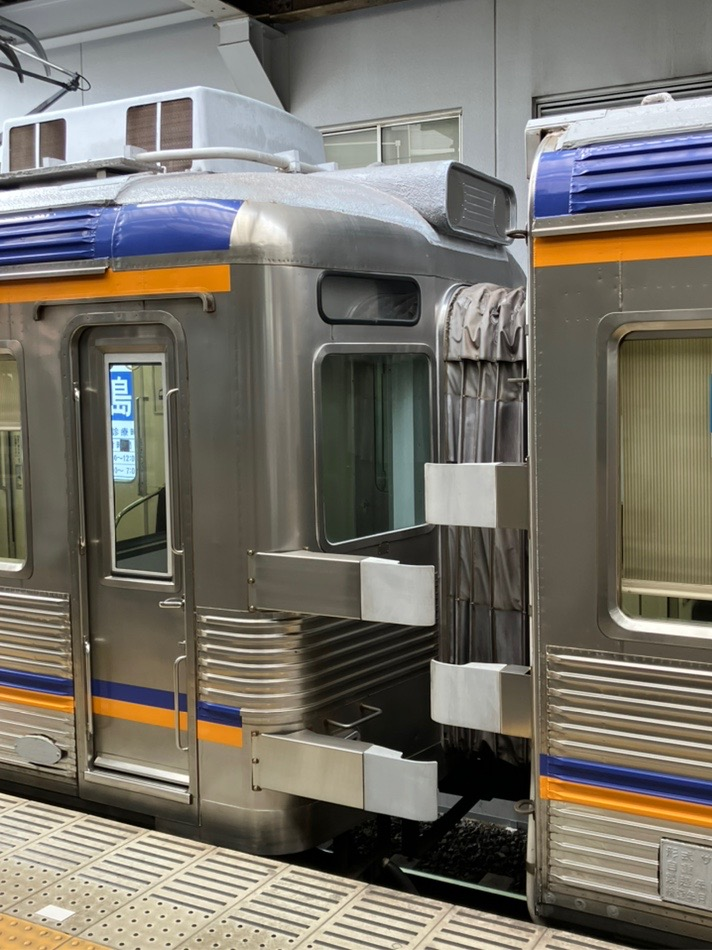
南海6300系。車体上部にある灯火のガラスが取り外され、金属のカバーが被せられている。

- 前照灯や標識灯（尾灯と通過標識灯をあわせた総称）の内部灯は撤去しても、外部のガラスが残る - もっとも簡単な撤去手段で、一見すると何も撤去していないように見える。
- 尾灯が外装式なので、根元から簡単に撤去 - 新性能車ではほとんどが内装式となったのであまり見られないが、京阪では比較的後世まで存在した。
- 灯火のガラスの代わりに金属のカバーをかぶせる
- 灯火カバーまで完全に削り取る - 完璧な撤去と言え、人間の顔で例えれば「のっぺらぼう」状態となる。

### 側面乗務員室扉の撤去

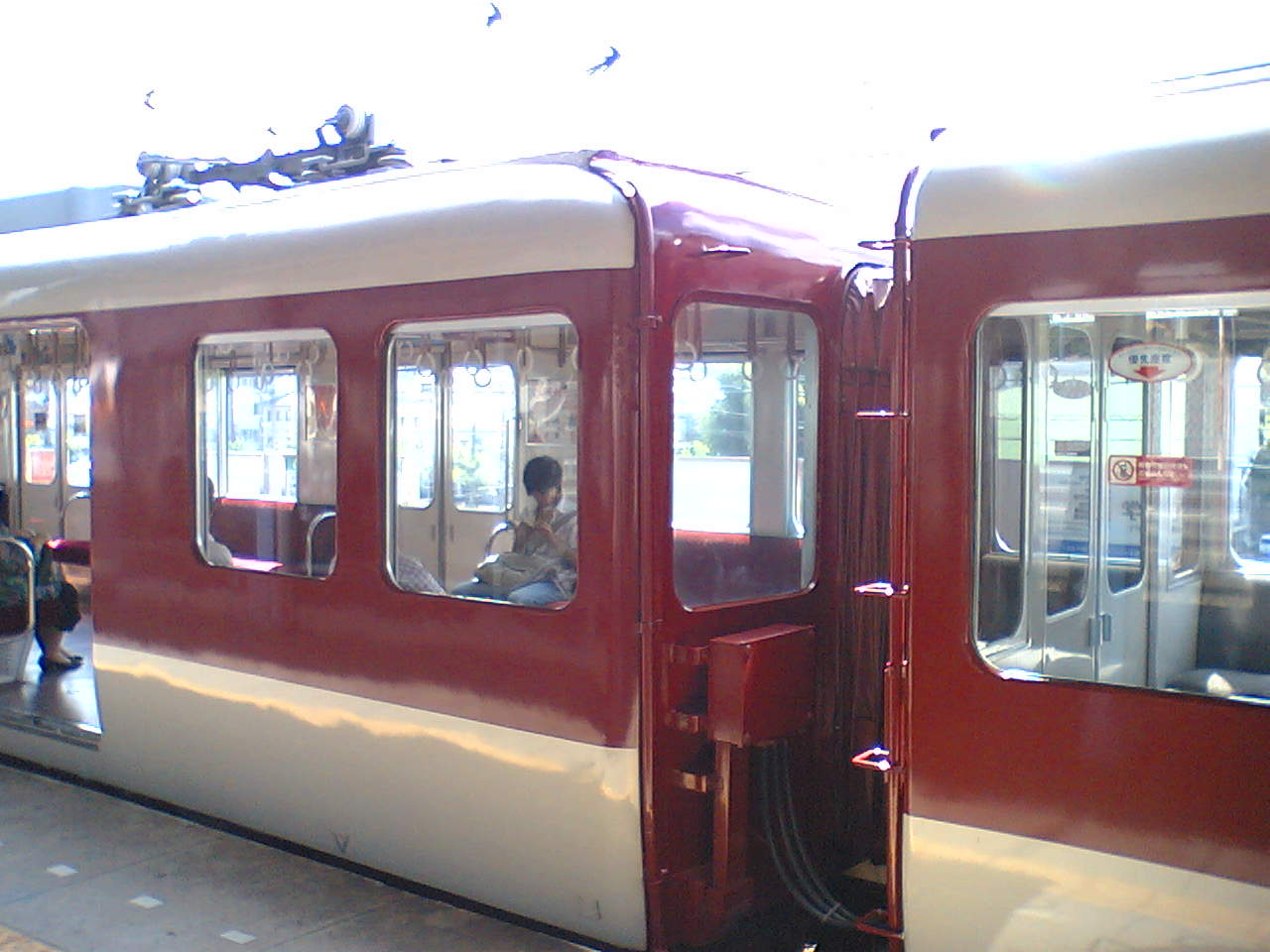
近鉄8000系電車より、爆破被災車ク8559を編入した運転台撤去車モ8459で、独立窓を一つずつ設置。本文説明の3に相当。

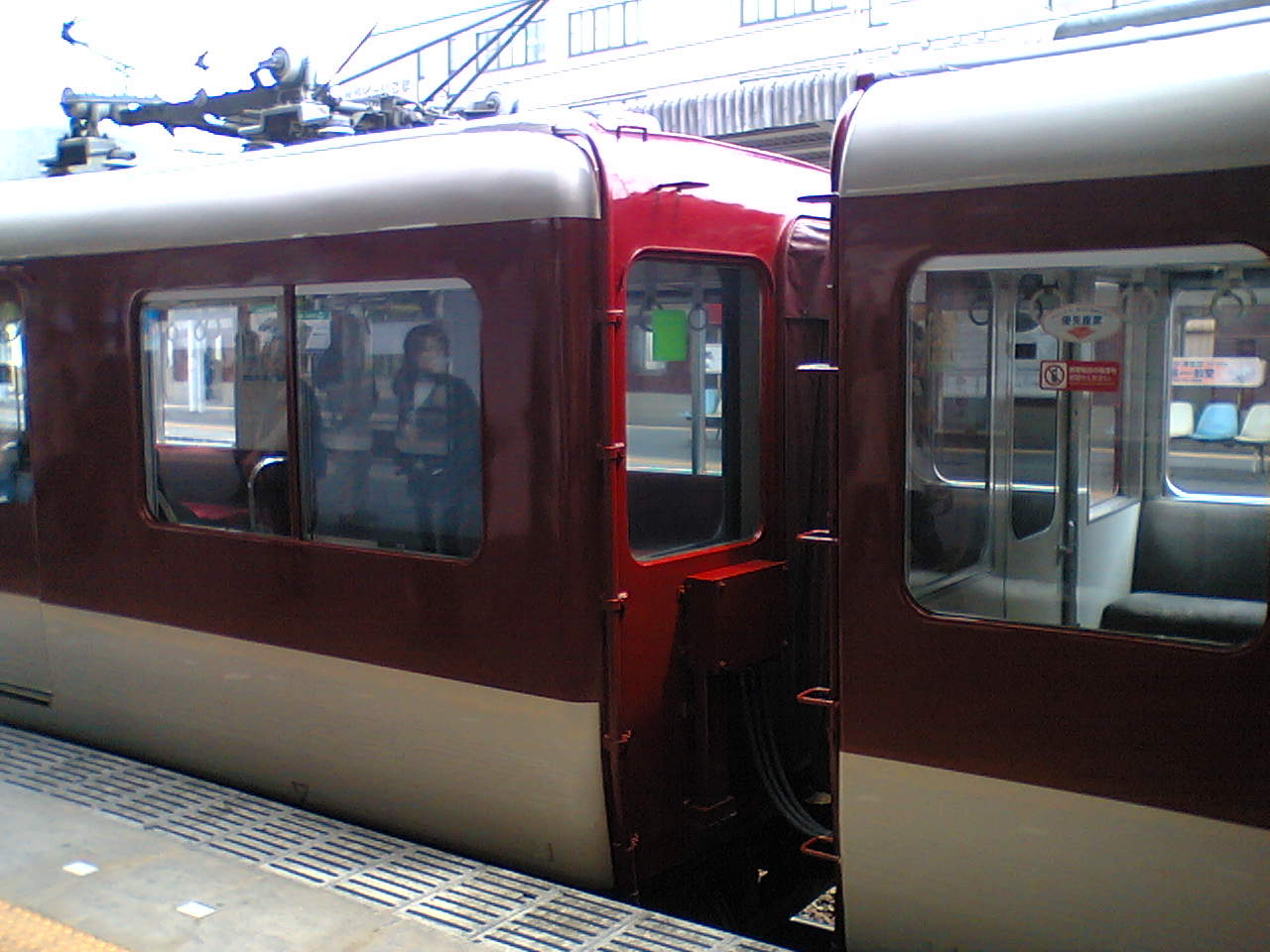
近鉄8000系電車より、初代モ8417を編入した運転台撤去車モ8461。こちらも本文説明の3に相当するが二連窓。

1. 乗務員室扉は残す - もっとも簡単な仕様。扉ははめて開閉機能は殺すことから、「はめ殺し」と呼ばれる。乗務員室扉の窓については換気手段のため、乗客が開閉できる構造で残した仕様も見られる。扉のノブや鍵穴は前述の「前照灯・標識灯の撤去」と似ており、そのままのもの、金属の蓋をかぶせたもの、完全に車体外板のみとなったものなどが存在する。
2. 乗務員室扉とほぼ同じ幅の縦長窓を設ける - 3のように通常サイズの客用窓が入れられない場合の仕様。
3. 乗務員室扉自体を撤去して窓をはめ込む - この3種類の仕様ではもっともスマートに見える。

西武351系電車(サハ1311)の撤去運転台は当初1だったが、更新時に3の仕様となった。ただし採用した窓のパーツが年度により微妙に異なるため、撤去部の窓だけはアルミサッシとなった。運転台撤去のみ微妙に窓が異なるケースは、東武8000系電車などにも見られる。
阪急は後述の920系を除き、初代阪急1000系列までは1の仕様だったが、冷房装置搭載時に2の仕様となり、2000系以降は2が使われている。
近畿日本鉄道で6800系から8800系まで一貫して採用された、ほぼ同一の車体デザイン（丸屋根車）では、先頭車がd1D2D2D2D1・中間車が2D2D2D2D1の窓配置（「d」は乗務員扉、「D」は客用扉、数字は客室側窓の数をそれぞれ示す）をとっていたが（厳密には各形式でそれなりに違いがある。詳細は近畿日本鉄道の車両形式を参照）、運転台撤去車には「2の仕様で11D2D2D2D1」「3の仕様で独立窓を組み込む11D2D2D2D1」「3の仕様で二連窓を組み込む2D2D2D2D1」の3パターンが存在する。

### 車内から見た乗務員室跡
1. 運転機能が撤去されても乗務員室は残っている - 山陽電気鉄道250形電車の250-256号車、営団1300形電車の1359・1366号車、小田急9000形電車、国鉄301系電車のクハ301形・クモハ300形など。使わなくなった乗務員室は立入禁止となっており、乗客にとってはデッドスペースとなってしまう。特に東武鉄道に多く、8000系・10030型・30000系などで見られる。業務室に改造されたのもこのケースに相当し、JR北海道785系電車スーパー白鳥増結編成、スーパーカムイ編成の中間車改造編成などの例がある。
2. 乗務員室跡に乗客も入れるように整理されたが、乗務員室と客室の間に仕切り壁が残っている - 阪急の車両によく見られる。
3. 仕切り壁は撤去されたが座席が設置されておらず、立ち席スペースになっている - 山陽電気鉄道2300系電車など、多くの車両に見られる。
4. 座席まで設置 - 西武サハ1311形では更新前が3、更新後が4のケースとなった。しかし走行・営業運転に必要な機器が完全に撤去されず、窓上に出っ張った機器が残る場合もあり、先の西武サハ1311形のほか、営団1200形電車・営団1300形電車、阪急5000系電車の初期のリニューアル車などに見られる。

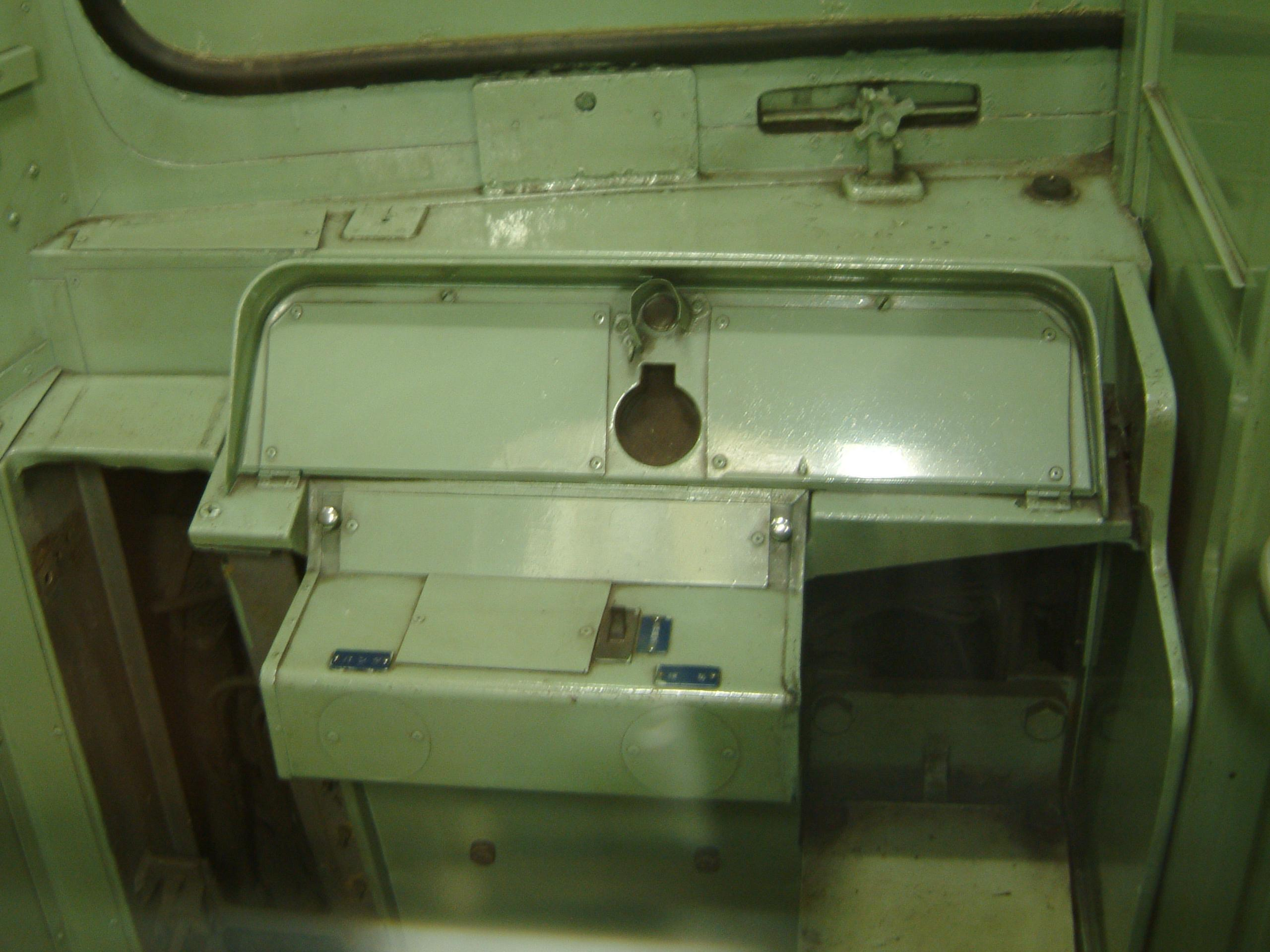
国鉄301系電車の撤去運転台。運転台撤去車にもかかわらず、形式は制御車を意味するクモハ・クハのまま。写真はクモハ300-3。
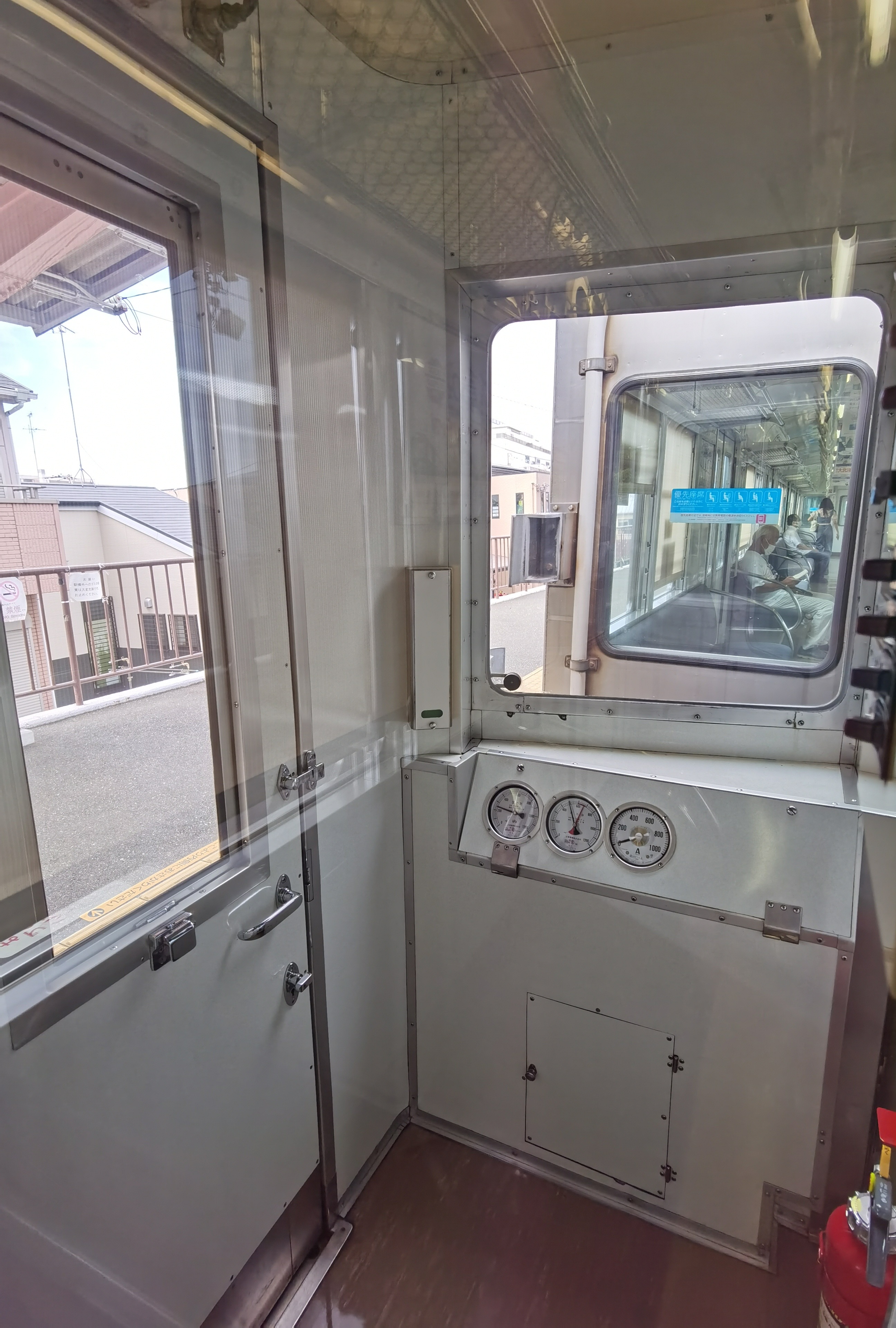
南海6300系電車の運転台撤去跡。立ち入り禁止で、一部の計器類が残されている。
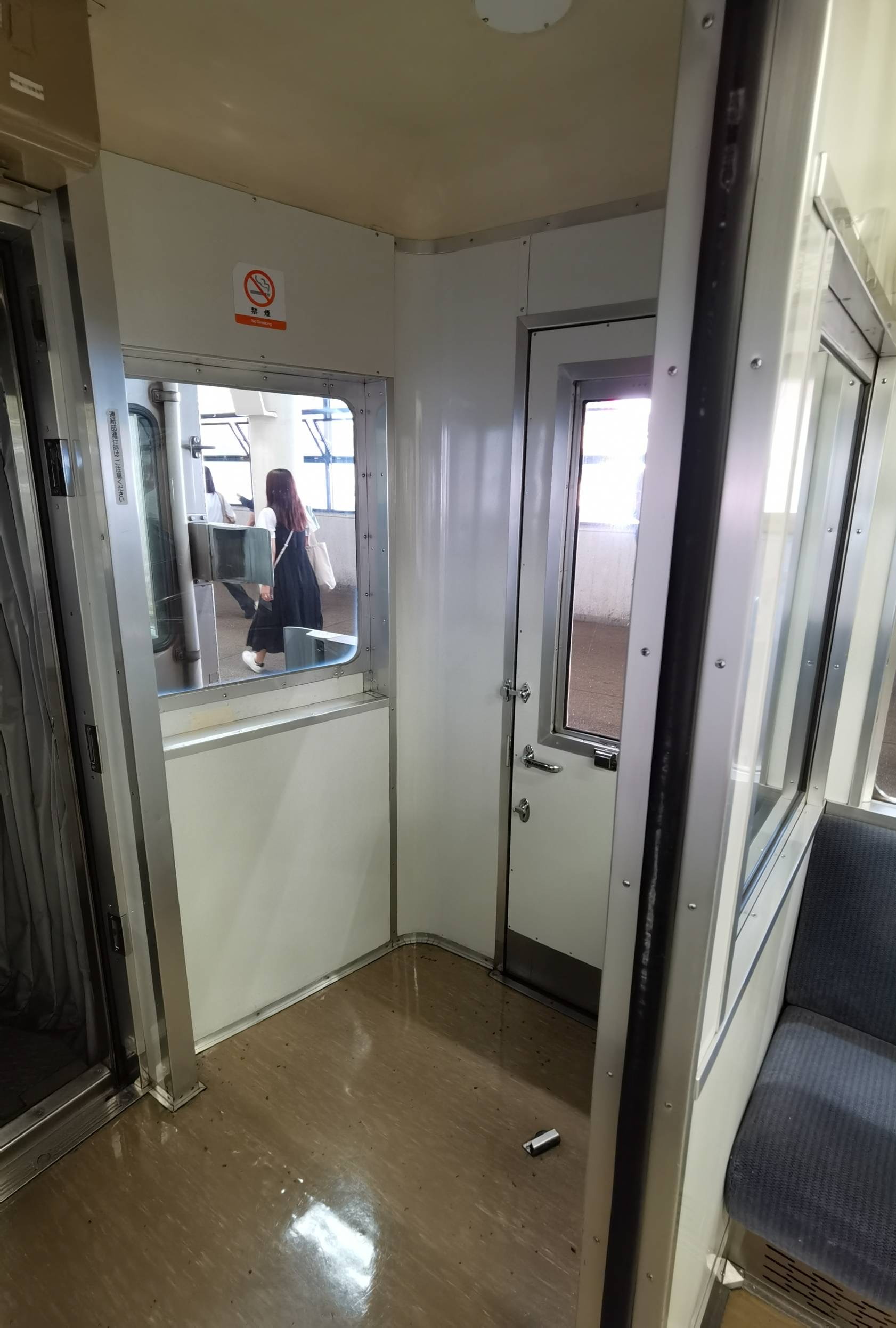
南海6300系電車。立席スペースになっているが、仕切り壁は残っている例。
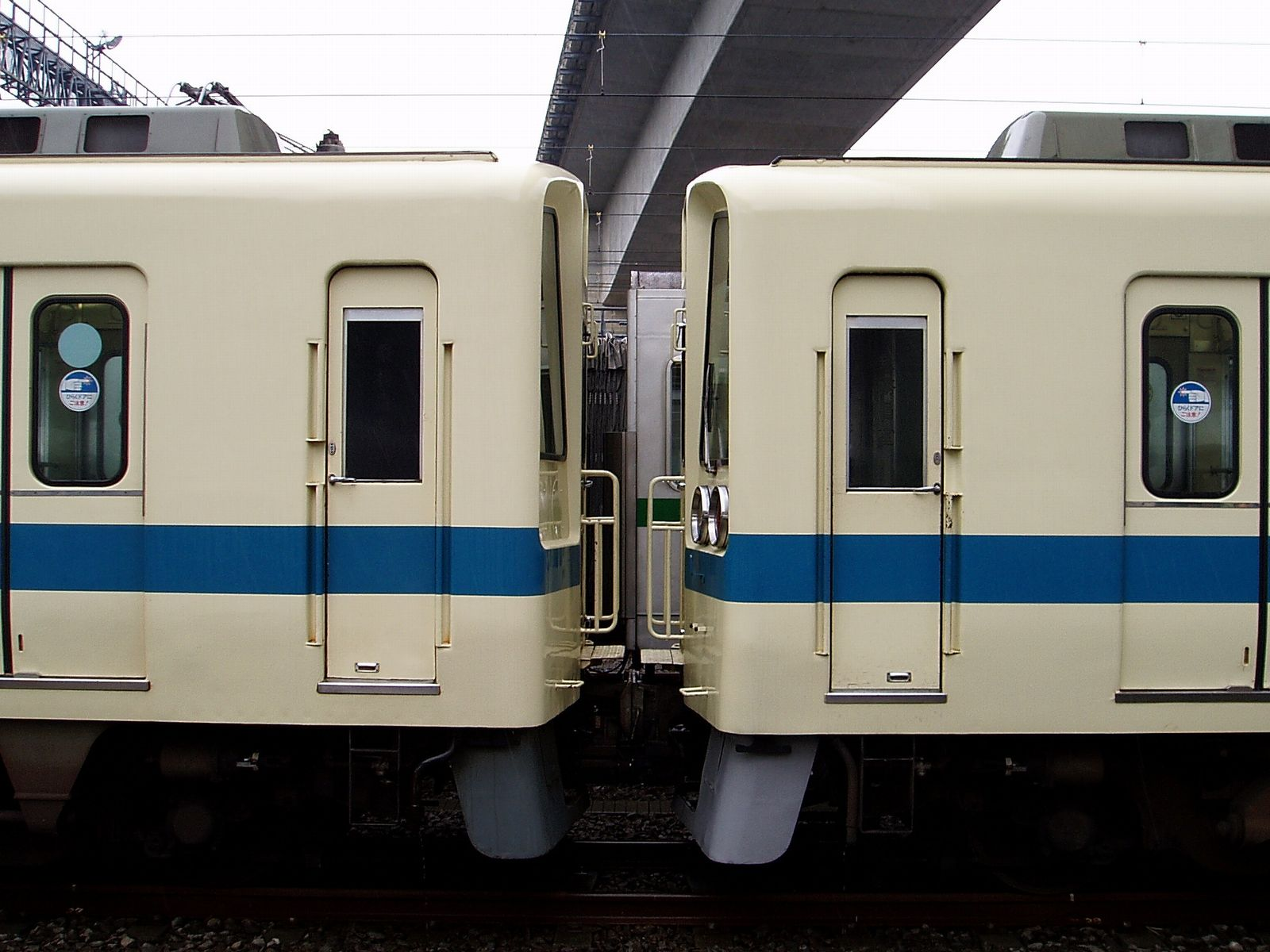
小田急9000形電車。左は運転台撤去車のデハ9301で、貫通扉がありながら幌は設置されなかった。右は未改造のデハ9407。
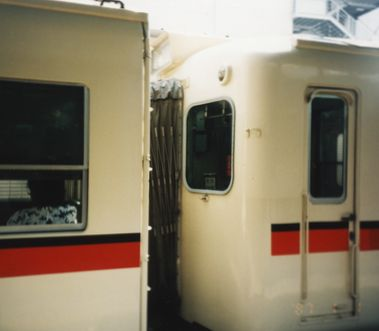
山陽電気鉄道2300系電車の運転台撤去車3550形（3560番台）（右）

### ステンレス車の運転台撤去車

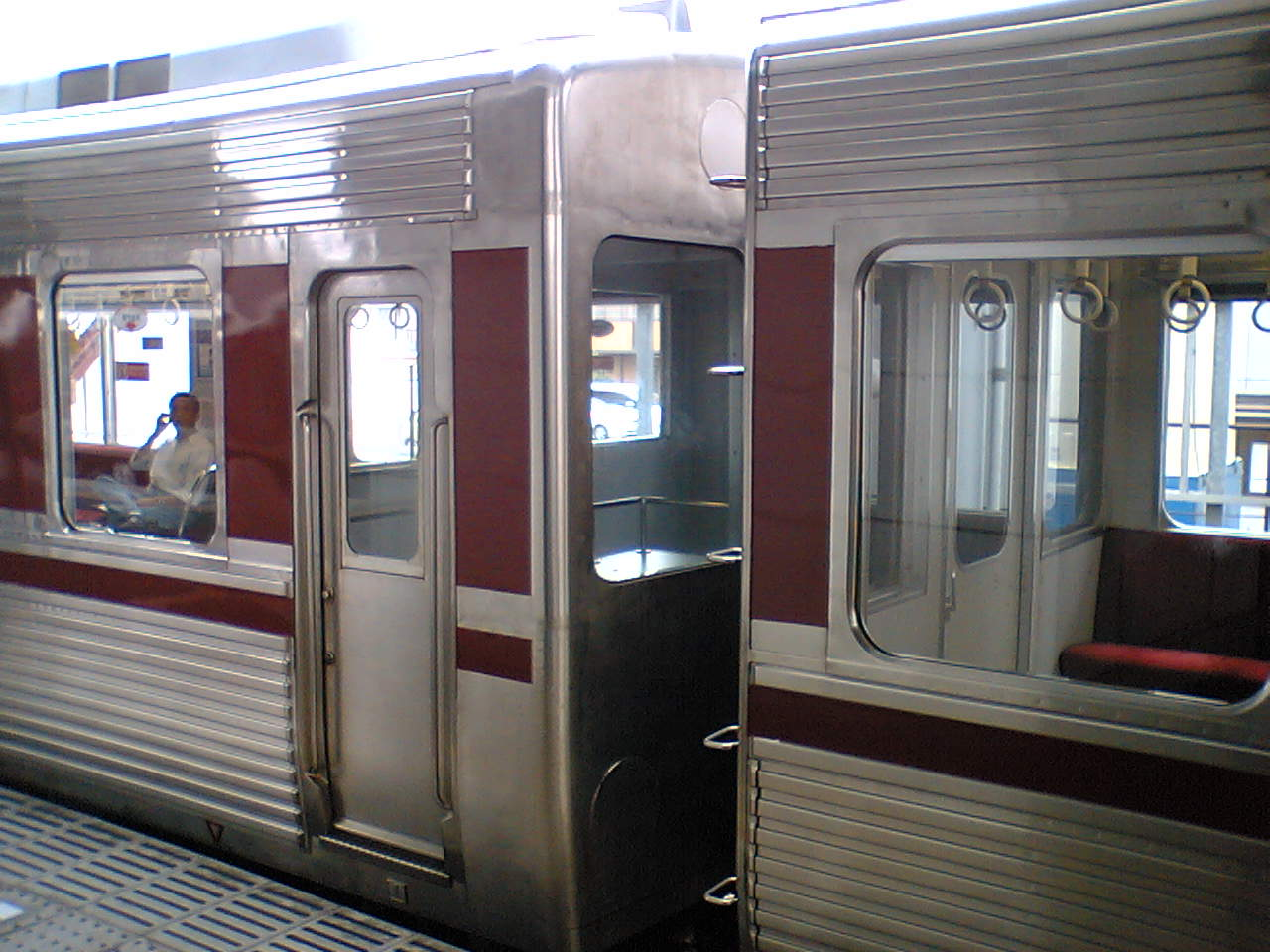
近鉄3000系電車の運転台撤去車モ3002。前照灯や尾灯を板でふさいだ跡が見える。

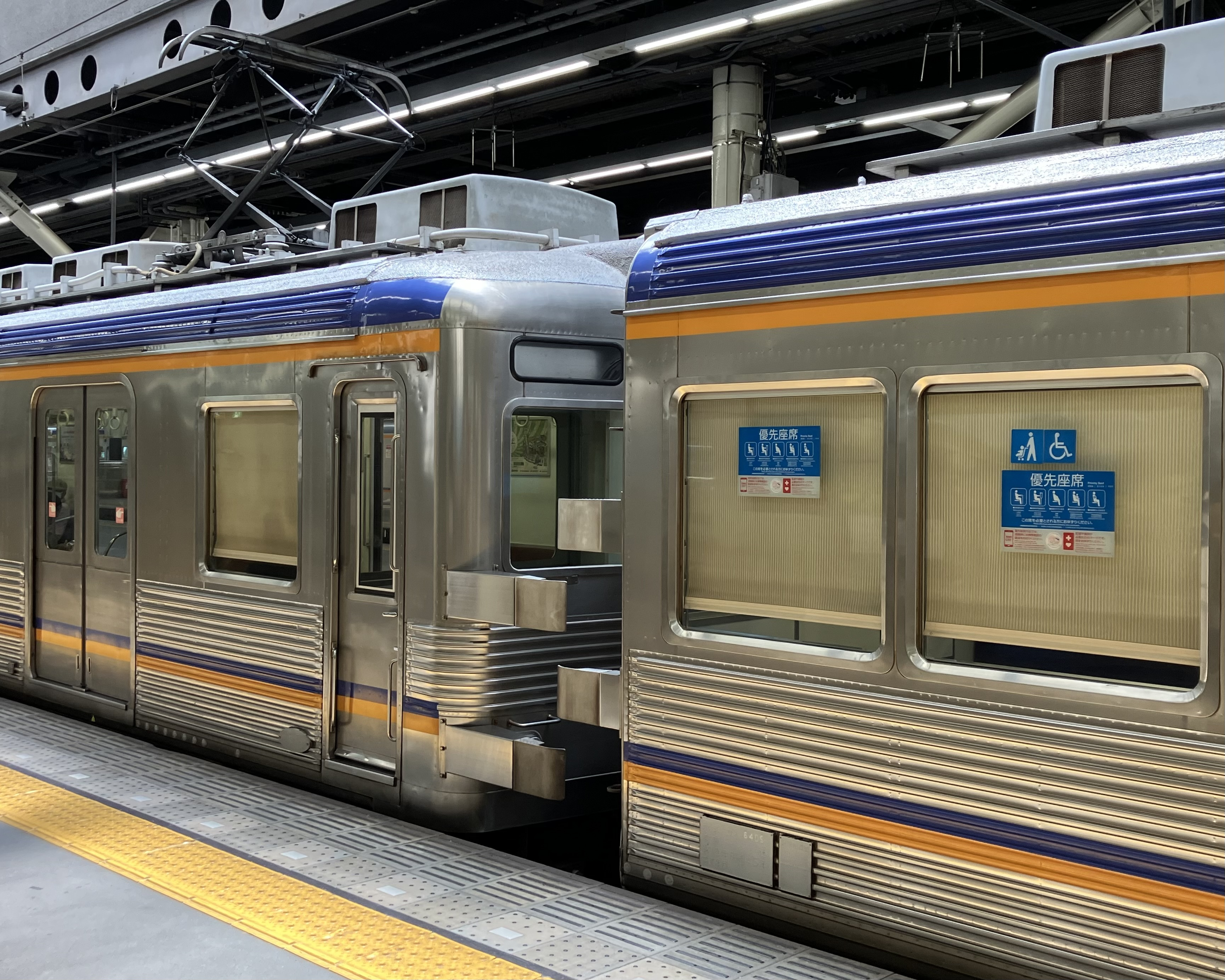
南海6300系運転台撤去車。丸みがある前面形状のため、転落防止幌の土台が延長されている。

ステンレス車体は普通鋼車体より各種パーツの再加工が困難であり、外観に先頭車のデザインがそのまま残るケースが多い。
- 京成3600形電車 - 中間に組み込まれた先頭車が多数存在するが、一部は完全な運転台撤去車にはなっていない。
- 京王8000系電車 - 2013年度から車体修理工事と同時に、10両編成の中間に組み込まれていた運転台撤去を実施したが、元々運転台部分はデザインの複雑さから普通鋼製としていたため、側板は貼り換えず再加工し、それ以外は下記の小田急1000形電車と同様の工事を実施して、ステンレスに合わせた銀色に塗装するという手法[1]をとった。そのため改造部分はビードが無いままのほか、京王9000系電車（9030番台）に類似した、戸袋窓なし・妻板窓無しの仕様であることから、小田急1000形電車以上に運転台撤去車両の判別は容易である。
- 小田急1000形電車（ワイドドア編成） - 2004年より運転台撤去工事を行ったが、完全な運転台撤去車とする例である。同形では運転台寄り側扉より前の側板を貼り換えることによって、乗務員扉を撤去して新たに窓を設け、前面もFRP製の前面カバーを撤去し、他の中間車と同様の平妻の妻板に交換している。他の中間車には存在しない幅1500mmの側扉があり、そこだけ戸袋窓が存在しないことや、側面のビードが途切れている箇所があること、屋根上にアンテナの台座が残っていることなどから、運転台撤去車の判別は容易である。2016年以降のリニューアル工事からの運転台撤去車は、京王8000系電車とほぼ同様の工法で施工されている。
- 東急7600系電車 - 外から見るとライトケースや方向幕窓が残っているため、運転台撤去前とまったく同じように見えるが、車内は運転室仕切りが撤去されて座席も設置され、製造当初から中間車であるように見える。
- 南海6300系電車 - 更新工事の際に一部のメーター類を残して運転台が撤去されているが、運転室仕切りは撤去されていない。車掌台側は立席スペースになっている。転落防止幌が取り付けられているが、丸みがある前面形状であるため、転落防止幌が延長されており通常の中間車のものよりも長くなっている。6000系でも同様の改造が行われた編成が存在した。

### 貫通路
中間車の貫通路や幌に広幅を採用するケースはよく見られるが、先頭車の正面貫通路は広幅にすることが困難であり、狭幅となる。こうした貫通式先頭車が運転台撤去車となる場合、貫通路には撤去前の寸法を活かした狭幅が採用され、製造当初から広幅貫通路を採用する中間車と幅が合わないケースが存在した。この場合は広幅側にアダプター（板）を付け、幅を狭幅側にあわせる処置がとられる。逆に運転台撤去車と未撤去車が連結すればどちらも同じ幅となるため、問題はなかった。後述の「完璧な運転台撤去車」とケースが重なる形式もあり、東武7800系電車、阪急920系電車などに見られる。

### 完全な運転台撤去車

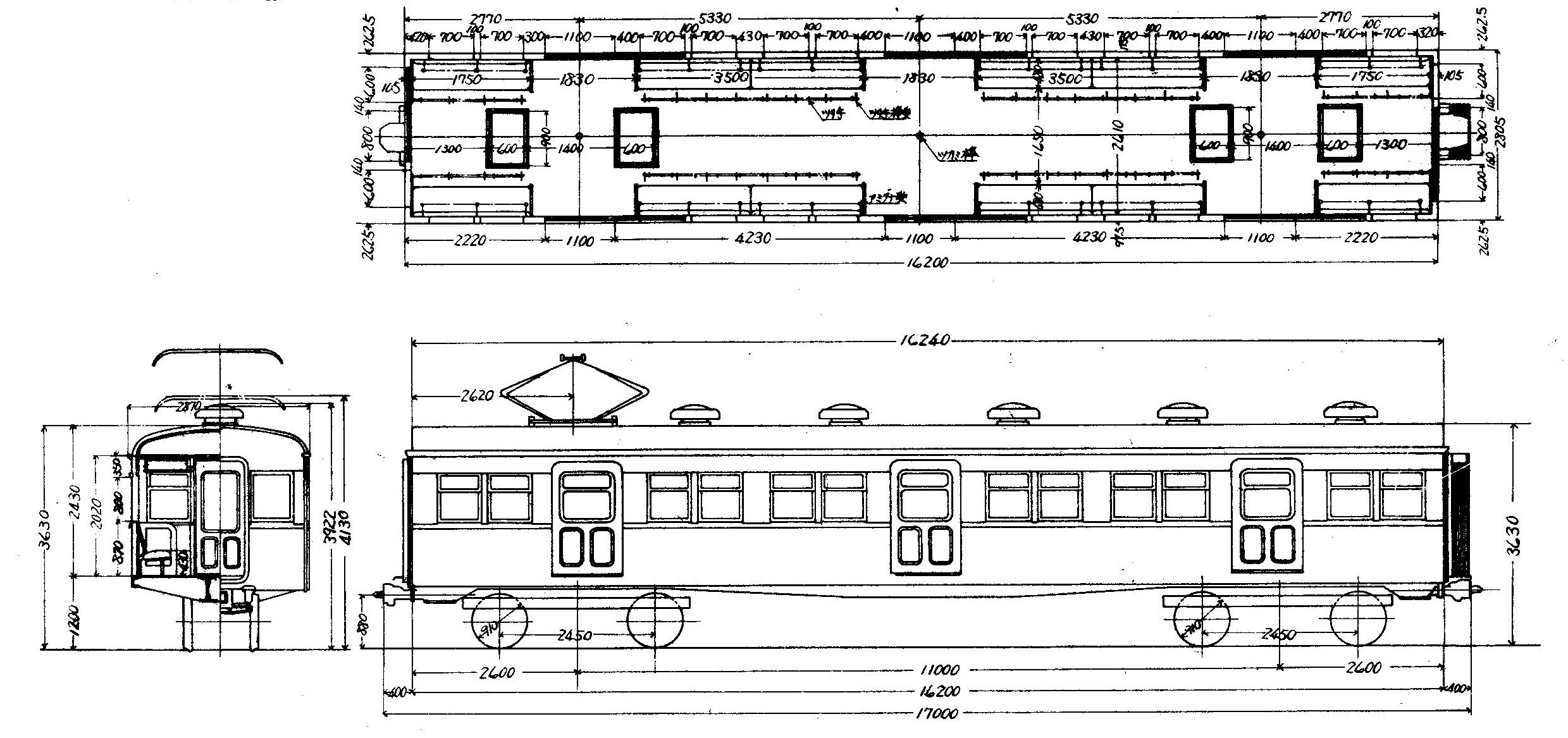
国鉄モハ10形形式図。パンタグラフのある左側が撤去運転台で、連結面と窓の間が右側より10cm長いことで、かろうじて運転台撤去車であることがわかる。

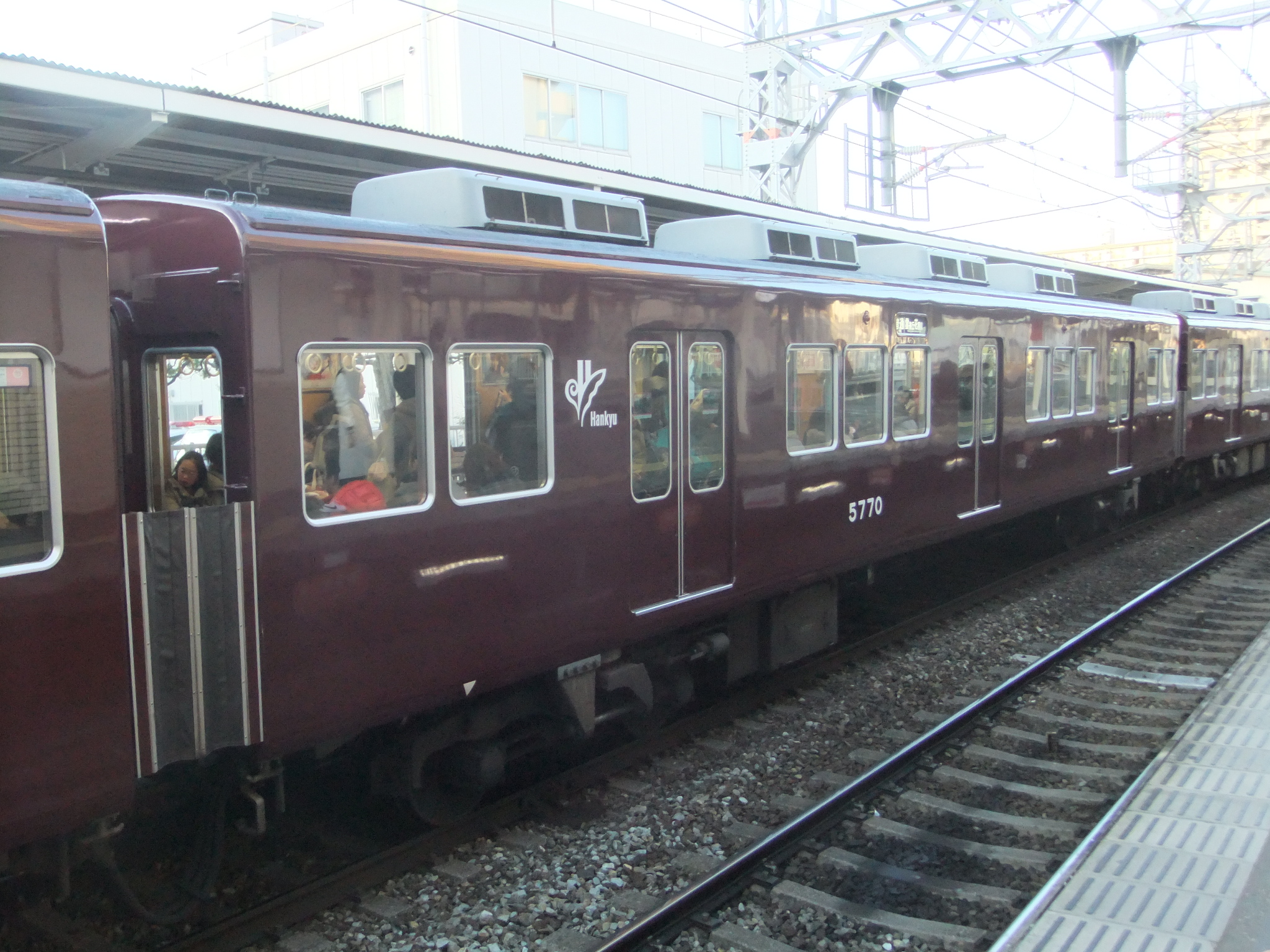
中間車形態に改造された5770号車は写真手前が撤去された部分であるが見分けが付かない。5100系には5700番台の形式は存在しないので、車番で区別するしかない。

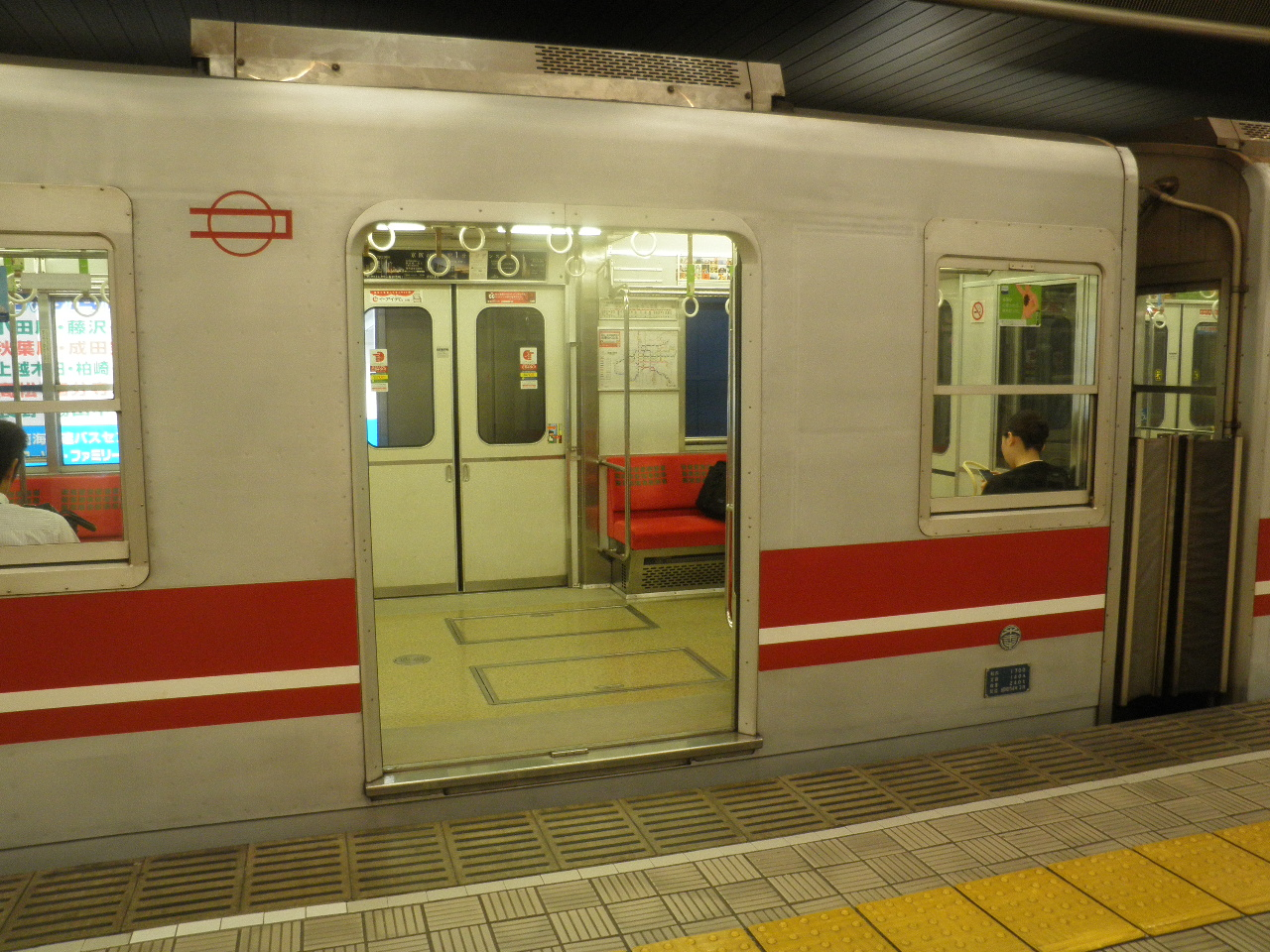
クーラーが少し中央寄りにある1717の運転室撤去跡

撤去された運転台が中途半端であることは前述したが、跡が残らないほど完全な運転台撤去車も存在する。わずかな違いとしては微妙に寸法や形状が異なるだけで、あらかじめその車両が運転台撤去車であると知っておかねば気づかない程である。国鉄モハ30形→モハ10形、国鉄モハ63形→モハ72形、京成3000形・3050形・3100形（いずれも初代）、東武8000系電車、京王2700系・2010系、小田急4000形電車 (初代)の一部、阪神3601・3701形電車→7601・7701形、大阪市交通局10系電車の1716号車と1717号車、阪急5100系電車5128Fの5779-5770号車など。

### その他の特徴的な例
- 京王デハ1900形電車 - 一部の車両が運転台撤去された時、1909号車と1910号車は先頭が貫通化されず、湘南スタイルのまま残ったが、一方で運転室への仕切壁も撤去され、運転室跡へ客が入れる様な構造となったため、車内と車外どちらから見ても独特な構造となった。山と溪谷社の『ヤマケイ私鉄ハンドブック』「京王帝都」では、これを車内から見た写真が掲載されている。
- 京急230形電車 - 更新時に一部が制御電動車（デハ）から付随車（サハ）となったが、先頭は非貫通のままとされた。上記の京王1900形に似ているが、前照灯は撤去されたものの、尾灯はそのままであった。

- 東京都交通局5000形電車 (鉄道) - 5024号車は事故で先頭部を大破した際、運転台を撤去したが、屋根のベンチレーターは先頭車用の仕様で復旧したため、本来の中間車より通風口が少なくなった。

## その他の例

### 運転台の一部機能だけを撤去
運転台は必ずしも全て撤去する必要はなく、車庫や工場での入換のために運転台機能は残すが、営業線上で必要な機能のみを撤去するケースが存在する。厳密には運転台撤去車ではないが、運転台から不要な機能を撤去するという概念は部分的に共通している。
- 東急デハ3450形電車 - 屋根上の前照灯のみ撤去。（阪和電鉄モヨ100形→）弘南鉄道クハ20形にも見られた。
- 近鉄610系（現・養老鉄道610系） - 近鉄養老線時代にク530形を連結していた際、連結相手のク530形は、頭上の行先表示器を撤去していた。撤去位置としては一つ上のケースと同じ。
- 営団（現・東京地下鉄）銀座線2000形、銀座線1900形、丸ノ内線500形 - 銀座線01系・丸ノ内線02系登場前の旧世代車両は、最終的に上記三形式のみが先頭車として使用されることになったが、編成中間に挟まれた運転台は（この三形式以前の形式でも、中間に挟まれた三形式でも）列車無線や貫通扉が撤去されていた。
- 東急8000系電車 - 新玉川・田園都市線用8500系編成の中間車に組み込まれたクハ8000形は、正面右横の屋根昇降用ステップが撤去され、地下鉄半蔵門線直通用の誘導無線アンテナが設置された。先頭に出ないため不要機器の撤去が行われたのでなく、中間車用の機器が増設された例。
- 阪急3000・3100系 - 運転室の時刻表挿しなどの装備が古いままで残されていた。近年では外幌も装備されている。また営業線上での正式な運転台は撤去されたが、車庫や工場で入換をするときに使われる、簡易運転台（中間運転台）にまで機能を落としたものがあり、これも阪急や京阪によく見られる。
- 西日本旅客鉄道（JR西日本）457系のモハ457・モハ471・モハ475・サハ451・サハ455形 - 運転台機器の使用を停止したもの（マスター・コントローラーのハンドル撤去、ブレーキ弁のハンドル差込口にオレンジ色の蓋が被せたなど）。灯火類等外観に変化はなく、表記上ATS-SWも整備された状態である。車番は運転台があることをあらわす「ク」が消されている。

### ローカル線における運転台の復活

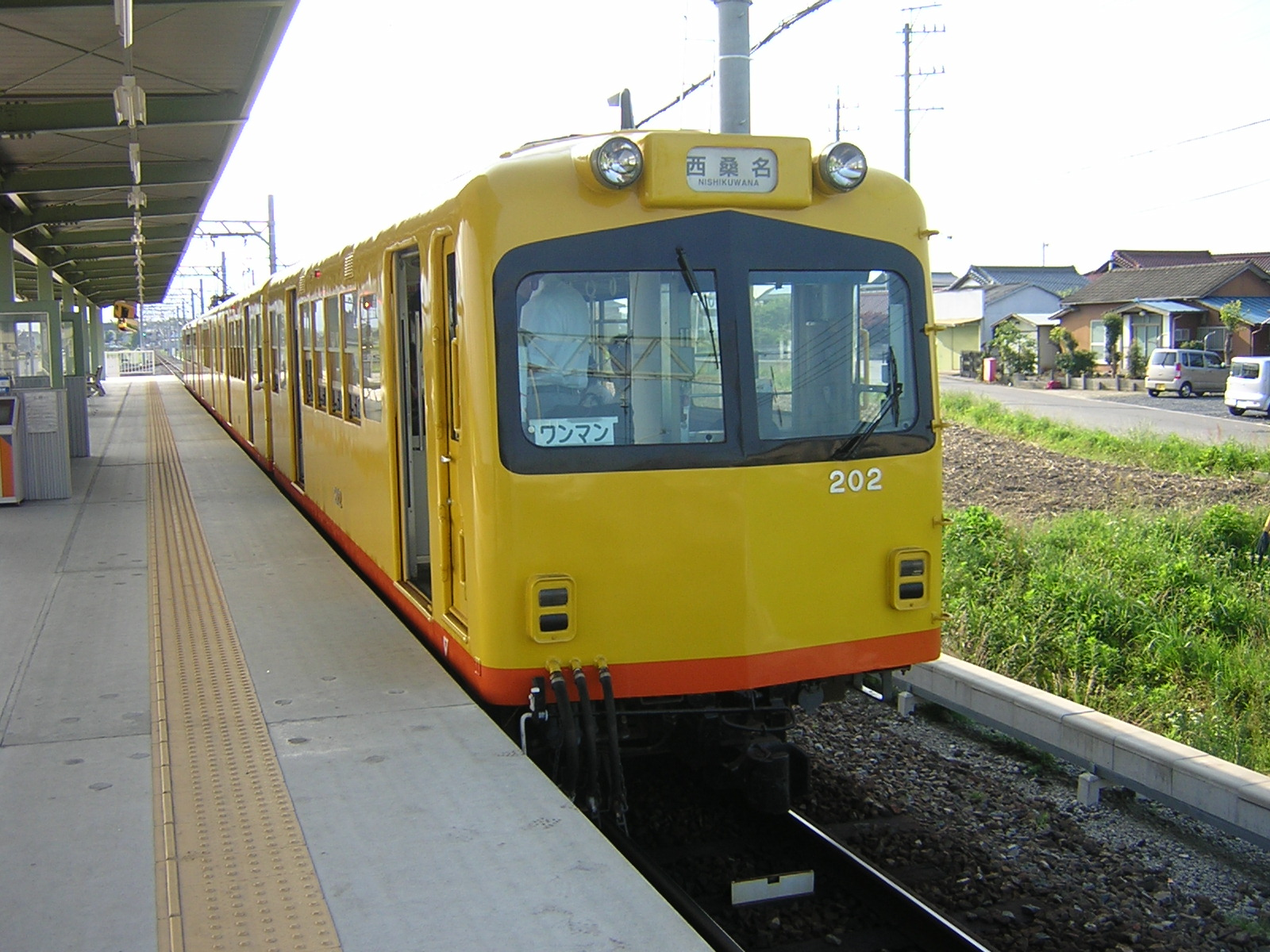
三岐鉄道200形。3両一編成で運用開始し、近鉄時代に正面非貫通のまま運転台撤去。270系と編成が固定された際ク202（写真）は運転台復活、反対側のク101はくさび型正面のまま貫通化。

都市部で運用されていた車両が支線やローカル私鉄に転出すると、必要とされる編成両数が一気に短くなり、先頭車がより多く必要となる場合がある。この時に当初から中間車として製造された車両に運転台を増設するより、運転台撤去車を利用して運転台を復活させる方が容易であるため、こうした改造を施された車両も一部に存在する。主な例としては以下の車両が挙げられる。
- 西武モハ550形電車→西武151系
- 東急3000系電車 (初代)#デハ3800形→十和田観光電鉄モハ3800形
- 阪急2100系→能勢電鉄1500系
- 三重交通モ4400形電車→近畿日本鉄道200形→三岐鉄道200形